# Elmley Castle (slott)
Elmley Castle är ett slott i Storbritannien.   Det ligger i grevskapet Worcestershire och riksdelen England, i den södra delen av landet, 140 km väster om huvudstaden London. Elmley Castle ligger 188 meter över havet.
Terrängen runt Elmley Castle är huvudsakligen platt, men den allra närmaste omgivningen är kuperad. Elmley Castle ligger uppe på en höjd. Runt Elmley Castle är det ganska tätbefolkat, med 179 invånare per kvadratkilometer. Närmaste större samhälle är Cheltenham, 18,1 km söder om Elmley Castle. Trakten runt Elmley Castle består till största delen av jordbruksmark.